# Manuel Ferreira da Costa e Sousa
Manuel Ferreira da Costa e Sousa, primeiro e único barão de Famalicão, foi um negociante, comendador da Ordem da Nossa Senhora da Conceição de Vila Viçosa, residente no Rio de Janeiro.
Em 1905 é que Manuel Ferreira da Costa e Sousa recebeu o título de Barão de Famalicão e a mercê do título foi de D. Carlos I por carta de 24 de Agosto de 1905.
É relevante o facto de o Barão de Famalicão ser irmão do maior benemérito de Famalicão, o conde de São Cosme do Vale.
Vários títulos de Barão, Visconde e Conde são dados a estas pessoas que tem sucesso no Brasil, enriqueceram, tornando-se posteriormente beneméritos na sua terra natal, o que tem como consequência a concessão de títulos por parte do Rei.